# یک بوسه
یک بوسه اولین آلبوم لیلا فروهر پس از ازدواجش می‌باشد که در ۱۳۸۴ از کمپانی کلتکس رکوردز منتشر شد.
آلبوم حاصل کاری پر از تلاش هنرمندان نامی چون حبیب، زویا زاکاریان، بیژن مرتضوی، شادمهر عقیلی، مسعود فردمنش، محمد مقدم، رامین زمانی و … می‌باشد.

## مشخصات آلبوم
| نام ترانه         | ترانه سرا         | آهنگساز       | تنظیم         |
| ----------------- | ----------------- | ------------- | ------------- |
| یک بوسه           | زویا زاکاریان     | ملودی عربی    | بیژن مرتضوی   |
| هر چی بخوای       | مهین آبادانی      | حبیب          | محمد ستاری    |
| پردیس             | زویا زاکاریان     | بیژن مرتضوی   | بیژن مرتضوی   |
| به تو تقدیم میکنم | پاکسیما زکی‌پور    | شادمهر عقیلی  | شادمهر عقیلی  |
| بی تو هیچم        | مسعود فردمنش      | محمد مقدم     | محمد مقدم     |
| وقتی به تو میرسم  | زویا زاکاریان     | رامین زمانی   | محمد ستاری    |
| حقته              | پاکسیما زکی‌پور    | شادمهر عقیلی  | شادمهر عقیلی  |
| دو عاشق           | زویا زاکاریان     | ملودی عربی    | برایان وی     |
| نزدیک تر از عشق   | زویا زاکاریان     | زویا زاکاریان | بیژن مرتضوی   |
| سال سفر           | همایون هوشیارنژاد | پرویز شیوا    | شوبرت آواکیان |